# Saint-Laurent-des-Mortiers

Saint-Laurent-des-Mortiers este o comună în departamentul Mayenne, Franța. În 2009 avea o populație de 193 de locuitori.